# Somália nos Jogos Olímpicos de Verão de 1996
A Somália participou dos Jogos Olímpicos de Verão de 1996 em Atlanta, Estados Unidos. A delegação foi composta por quatro desportistas que competiram apenas no atletismo.

## Desempenho

### Atletismo
Masculino
| Atleta               | Evento   | Eliminatórias | Eliminatórias | Semifinais  | Semifinais  | Final       | Final       |
| Atleta               | Evento   | Res.          | Pos.          | Res.        | Pos.        | Res.        | Pos.        |
| -------------------- | -------- | ------------- | ------------- | ----------- | ----------- | ----------- | ----------- |
| Ibrahim Mohamed Aden | 800 m    | 1:47.31       | 5º/bat. 4     | Não avançou | Não avançou | Não avançou | Não avançou |
| Abdi Bile            | 1500 m   | 3:42.32       | 3º/bat. 2     | 3:33.30     | 3º/bat. 1   | 3:38.03     | 6º          |
| Aboukar Hassan Adani | 5000 m   | 15:19.80      | 13º/bat. 3    | Não avançou | Não avançou | Não avançou | Não avançou |
| Abdi Isak            | Maratona |               |               |             |             | 2:59:55     | 110º        |

Legenda
| Recorde mundial      | Recorde mundial (World record)               |                       | Recorde africano                      | Recorde africano (African) |                                           | Q | Classificado por posição (Qualified) |
| Recorde olímpico     | Recorde olímpico (Olympic record)            | Recorde da América    | Recorde da América (Americas)         | q                          | Classificado por melhor tempo (Qualified) |   |                                      |
| Melhor marca do ano  | Melhor marca do ano (World leading)          | Recorde asiático      | Recorde asiático (Asian)              | DNS                        | Não largou (Did not start)                |   |                                      |
| Recorde nacional     | Recorde nacional (National record)           | Recorde europeu       | Recorde europeu (European)            | DNF                        | Não terminou (Did not finish)             |   |                                      |
| Recorde pessoal      | Recorde pessoal do atleta (Personal best)    | Recorde da Oceania    | Recorde da Oceania (Oceania)          | DSQ / DQ                   | Desclassificado (Disqualified)            |   |                                      |
| Recorde da temporada | Recorde da temporada do atleta (Season best) | Recorde sul-americano | Recorde sul-americano (South America) | NM                         | Sem marca (No mark)                       |   |                                      |